# Ибрагимов, Аждар Муталлим оглы
Аждар Муталлим оглы Ибраги́мов (29 апреля 1919, Ашхабад — 20 сентября 1993, Москва) — советский, российский, азербайджанский и туркменский кинорежиссёр, актёр, сценарист, педагог, литератор. Народный артист СССР (1991) и Азербайджанской ССР (1967).

## Биография
Родился 29 апреля 1919 года в Ашхабаде (ныне — в Туркменистане).
В 1940 году окончил Ашхабадскую театральную школу.
С марта 1942 до конца 1945 года находился на военной службе в 51-м запасном стрелковом полку в звании лейтенанта.
По окончании службы поступил во Всесоюзный государственный институт кинематографии на режиссёрский факультет, к С. Юткевичу и М. Ромму. В 1952 году окончил ВГИК.
Творческую деятельность начал на Ашхабадской киностудии (ныне Объединение «Турменфильм» имени Огузхана).
С 1953 по 1959 годы работал на Бакинской киностудии (ныне — киностудия «Азербайджанфильм»).
С 1959 по 1962 годы, по направлению Министерства культуры СССР, работал вместе с кинооператором М. Каюмовым в Северном Вьетнаме, основал там киношколу (ныне Институт кинематографии), где преподавал актёрское мастерство и режиссуру. Вместе со своими вьетнамскими учениками снял три художественных фильма: два короткометражных — «Белоглазая птичка» (1962) и Два солдата (1962), а также один полнометражный фильм Один день в начале осени (1962). На международных кинофестивалях тех лет два короткометражных фильма получили признание зрителей и высокую оценку жюри, за что был награждён вьетнамскими наградами: Орденом Труда и медалью.
С 1962 года работал на киностудии «Мосфильм». Фильмы кинорежиссёра были отмечены призами многочисленных международных и всероссийских кинофестивалей. В 1968 году фильм «26 бакинских комиссаров» получил Вторую премию III-го Всесоюзного кинофестиваля «За лучший историко-революционный фильм» (Ленинград).
В 1974—1976 годах — руководитель курса в Московском государственном институте культуры, в группе режиссуры кино.
Перу А. Ибрагимова принадлежат много рассказов, опубликованных в советских периодических журналах. Написал книги, посвященные вьетнамскому народу: «Увиденное во Вьетнаме», «Солнце плачет», «Девушка из племени Таи», «Сражающийся Вьетнам».
Член Союза кинематографистов СССР.
Член КПСС с 1952 года.
Умер 20 сентября 1993 года в Москве. Похоронен в Баку на Аллее почётного захоронения.

## Фильмография

### Актер
- 1958 — Её большое сердце — Расулов
- 1965 — 26 бакинских комиссаров — Ахмед
- 1971 — Звёзды не гаснут — Бегулов, полковник (озвучивает М. Погоржельский)
- 1971 — Алые маки Иссык-Куля — эпизод
- 1979 — Чудак — Таджир Раджаб
- 1985 — Неудобный человек — Аджар

### Режиссёр
- 1953 — Фируза (документальный)
- 1953 — На Востоке Каспийского моря (документальный)
- 1957 — Двое из одного квартала (совм. с И. Гуриным)
- 1958 — Её большое сердце
- 1965 — 26 бакинских комиссаров
- 1971 — Звёзды не гаснут
- 1973 — Дела сердечные
- 1978 — Любовь моя, печаль моя (СССР, Турция)
- 1979 — Чудак
- 1985 — Неудобный человек

### Сценарист
- 1965 — 26 бакинских комиссаров (совм. с И. Гусейновым, М. Максимовым)
- 1971 — Звёзды не гаснут (совм. с И. Гусейновым)
- 1973 — Надо любить (совм. с М. Малеевой)
- 1978 — Свекровь (совм. с М. Малеевой и М. Шамхаловым)
- 1978 — Любовь моя, печаль моя (СССР, Турция)
- 1979 — Чудак (совм. с М. Малеевой)
- 1985 — Неудобный человек (совм. с А. Делендиком)

### Преподаватель
- 1962 — Один день в начале осени / Một ngày đầu thu (Северный Вьетнам, режиссёры Хюи Ван, Хай Нинь)
- 1962 — Два солдата / Hai người lính (короткометражный, Северный Вьетнам, режиссёр Ву Шон)
- 1962 — Белоглазая птичка / Con chim vành khuyên (короткометражный, Северный Вьетнам, режиссёры Нгуен Ван Тхонг, Чан Ву)

## Награды и звания
- Заслуженный деятель искусств Туркменской ССР (1959)
- Заслуженный деятель искусств Азербайджанской ССР (24.05.1960)
- Народный артист Азербайджанской ССР (07.07.1967)
- Народный артист СССР (28.11.1991)
- Орден Трудового Красного Знамени
- Орден Дружбы народов
- Орден «Знак Почёта»
- Орден Труда (Вьетнам) 1 степени
- Медаль (Вьетнам)[5].
- Почётная грамота Президиума Верховного Совета Азербайджанской ССР (23.12.1976) — за многолетнюю плодотворную работу в области советского кинематографа и в связи с 60-летием азербайджанского кино[7];

## Память
- На доме в Москве, где жил кинорежиссёр, установлена мемориальная доска.